# Mangrovewielewaal
De mangrovewielewaal (Oriolus flavocinctus) is een zangvogel uit de familie Oriolidae (Wielewalen en vijgvogels).

## Verspreiding en leefgebied
Deze soort komt voor in Australië en Nieuw-Guinea en op enkele Indonesische eilanden. Er zijn zes ondersoorten:
- O. f. migrator: oostelijke Kleine Soenda-eilanden.
- O. f. muelleri: de Aru-eilanden en zuidelijk-centraal Nieuw-Guinea.
- O. f. flavocinctus: noordelijk Australië.
- O. f. tiwi: Bathursteiland en Melville-eiland (nabij noordelijk Australië).
- O. f. flavotinctus: Kaap York (noordoostelijk Australië).
- O. f. kingi: noordoostelijk Queensland (noordoostelijk Australië).

## Status
De grootte van de populatie is niet gekwantificeerd maar de soort wordt omschreven als algemeen. Op de Rode lijst van de IUCN heeft deze soort de status niet bedreigd.